# Ostrówek (powiat wieruszowski)
Ostrówek – wieś w Polsce położona w województwie łódzkim, w powiecie wieruszowskim, w gminie Galewice. Nazwa miejscowości po raz pierwszy pojawiła się w spisach podatkowych z 1533 r. Ostrówek w XVI wieku posiadał młyn wodny na Strudze Węglewskiej.
| SIMC    | Nazwa   | Rodzaj     |
| ------- | ------- | ---------- |
| 0197586 | Felcin  | część wsi  |
| 0197592 | Moluch  | część wsi  |
| 0197600 | Pieńki  | część wsi  |
| 1041751 | Polesie | część wsi  |
| 0197818 | Wdowiki | przysiółek |

11 czerwca 1971 r. spłonął tu zabytkowy liczący sobie prawie dwa i pół wieku kościół, który został zastąpiony nową murowaną świątynią w stylu współczesnym.
W latach 1975–1998 miejscowość należała administracyjnie do województwa kaliskiego.
W 2004 roku w Ostrówku mieszkało 390 osób.
W Ostrówku mieści się szkoła podstawowa.

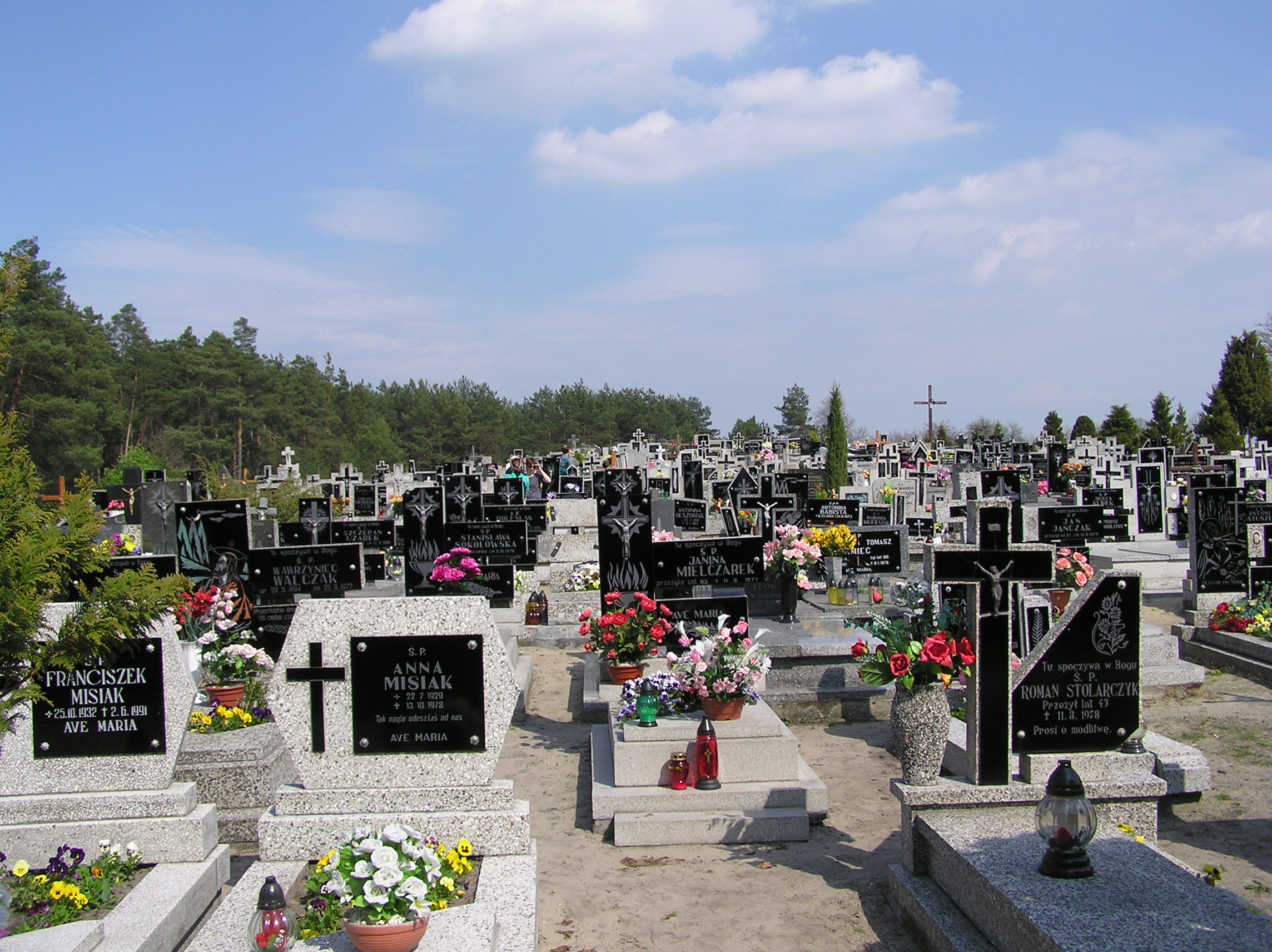
Cmentarz w Ostrówku